# Фудзії Нітідацу
Нітідацу Фудзії (яп. 藤井 日 达, англ. Nichidatsu Fujii; 8 червня 1885 —- 1 вересня 1985) —- засновник чернечого Ордену Ніппондзан Мьоходзі японської буддійської школи Нітірен. Один з найбільших міжнародних популяризаторів буддизму у XX столітті.

## Біографія

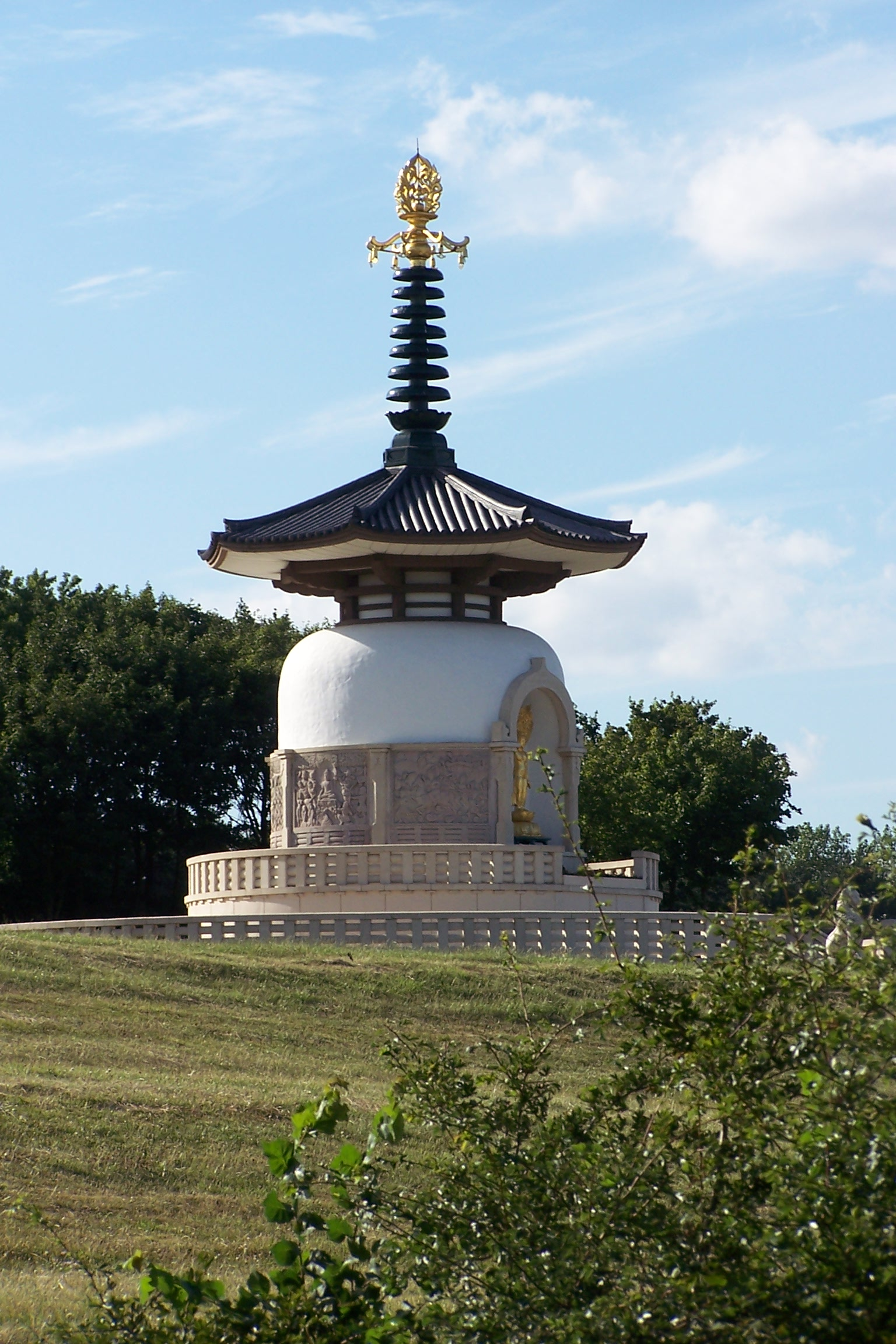
Пагода, побудована Ніппондзан Мьоходзі у 1980 році в Мілтон-Кінзі, Велика Британія, вважається першою Пагодою Миру у західній півкулі.

Нітідацу Фудзії прийняв чернецтво у 1903 році.
У 1917 році він проголосив створення Ордена ченців Ніппондзан Мьоходзі, що слідують шляхом Сутри Білого Лотоса Вищого Закону.
У 1924 році відкрився перший центр Ордену.
Протягом багатьох років Нітідацу Фудзії відвідував Індію і Шрі-Ланку. В Індії він прагнув відновити популярність буддизму серед народних мас, що призвело на деякий період до заборони на його в'їзд у цю країну.
На Нітідацу Фудзії справило значний вплив спілкування з Магатмою Ганді у 1931 році. Після цієї зустрічі Нітідацу Фудзії вирішив присвятити своє життя проповіді ненасильства. Він отримав від Ганді почесне прізвисько Фудзії Гуруджі.
У 1947 він почав будівництво Пагод чи Ступ Миру в усьому світі. Перші Ступи були зведені у Хіросімі та Нагасакі в пам'ять про ядерне бомбардуванні цих міст.
Як учасник Буддійських Соборів він відвідав СРСР.
До 2000 року у світі самим Нітідацу Фудзії і його учнями було зведено 80 Пагод Миру в Азії, країнах Європи та у США. Вважається, що у часи Перебудови його учнем Дзюнсеєм Терасавою було отримано згоду Горбачова на споруду Ступи Миру на Червоній Площі у Москві, проте ці плани не отримали продовження.